# Kirche Plaußig

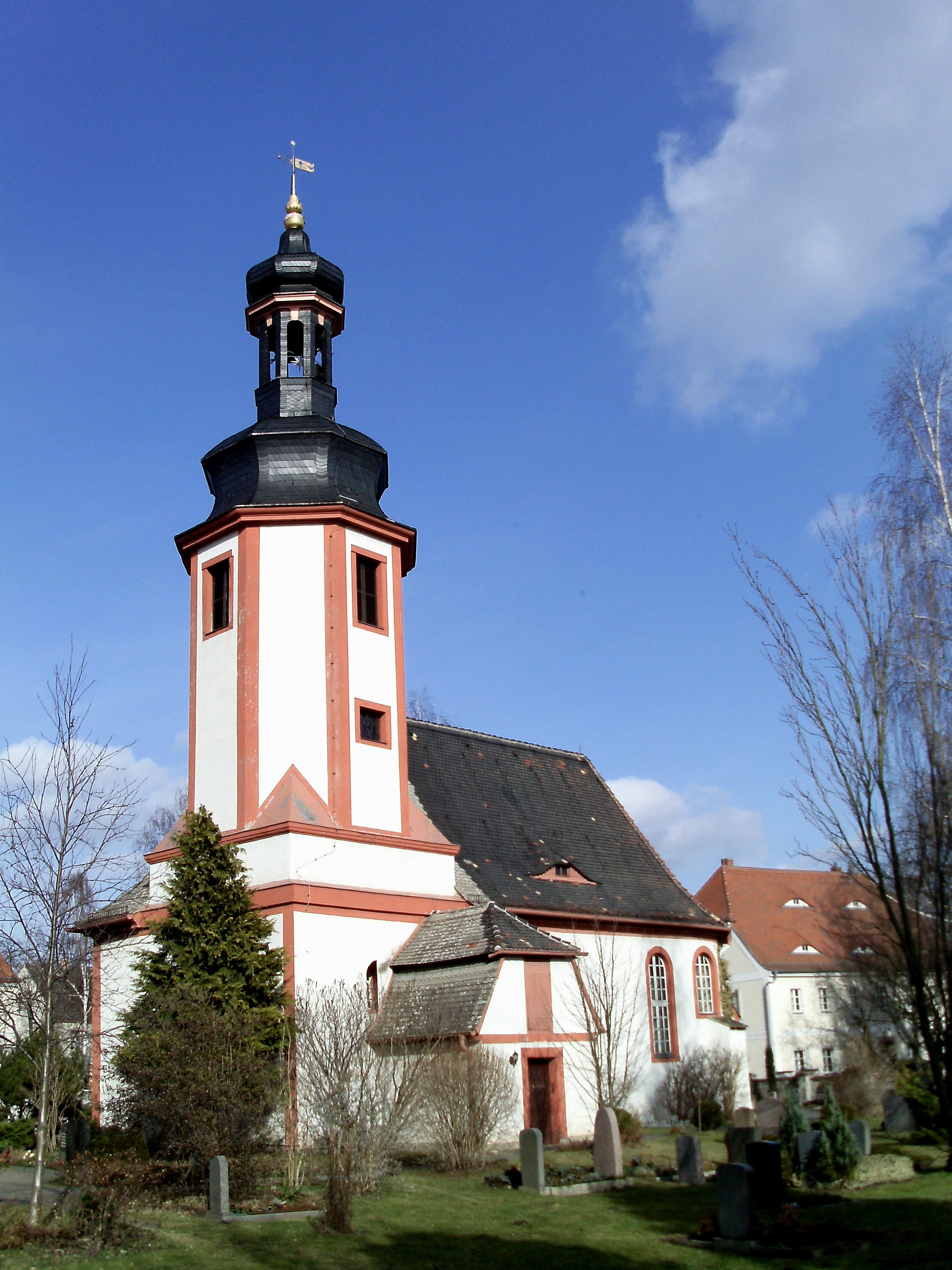
St. Martin in Plaußig (2012)

Die Kirche Plaußig (auch St. Martin) ist ein Kirchengebäude der Evangelisch-Lutherischen Landeskirche Sachsens im Leipziger Stadtteil Plaußig. Sie steht im Zentrum des früheren Straßendorfes neben dem ehemaligen Rittergut. Nach Süden fällt das bewaldete Gelände leicht zur Parthe ab. Die Kirche genießt Denkmalschutz einschließlich des umgebenden Friedhofs und des darauf befindlichen Kriegerdenkmals.

## Geschichte
Spätestens im 14. Jahrhundert entstand der erste Kirchenbau in Plaußig, denn 1393 wird der Priester Nicol von Hogenest schriftlich erwähnt. Aus dieser Zeit stammen auch die beiden erhaltenen Glocken. Der wohl anfangs romanische Bau wurde später gotisch überformt. Aus dieser Zeit hat sich ein gotisches Portal erhalten. 1629 musste der Kirchturm neu errichtet werden, da der alte einzustürzen drohte.

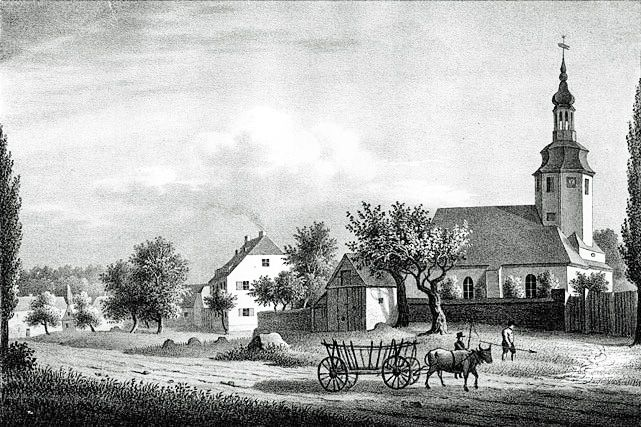
Die Kirche um 1840

1656 kam die Familie Sieber in den Besitz des Rittergutes Plaußig. Johann Georg Sieber (1668–1742), der auch Baumeister des Leipziger Rates war, ließ von 1726 bis 1728 das Herrenhaus des Gutes, das Pfarrhaus und die Kirche neu errichten, wobei die Kirche ihre bis heute erhaltene äußere barocke Form erhielt.
1771/1772 wurde das Innere der Kirche neu gestaltet, wobei sie 1772 die erste Orgel erhielt, gebaut vom Leipziger Universitätsorgelbauer Johann Gottlieb Mauer. Der Gutsherr Georg Sieber stiftete 1791 den Taufstein. 1881 wurde die Orgel durch ein Instrument von Eduard Offenhauer ersetzt.
Nach der Wende (1989/90) wurde die Kirche saniert.

## Architektur
Die Kirche ist ein verputzter Bruchsteinbau von etwa zwanzig Meter Länge und zehn Meter Breite mit Rundbogenfenstern. Nach Osten besitzt sie einen Fünfachtelschluss mit Strebepfeilern, der aber nicht als Chorraum dient, sondern die Sakristei und einen Teil der Empore enthält, der früher als Patronatsloge diente.
Im Westen erhebt sich aus einem quadratischen Unterbau ein schlanker Achteckturm mit barocker schiefergedeckter Haube und Laterne. Der Turm steht gegen die Langhausachse um etwa einen Meter nach Süden versetzt. Die Zifferblätter der Turmuhr weisen nach Nordosten und Nordwesten der Ortsbebauung zu.
Sowohl an der Nord- als auch an der Südseite befinden sich kleine Eingangsanbauten mit Mansarddächern. Der Innenraum der Kirche ist flachgedeckt und besitzt eine allseitig umlaufende Empore.

## Ausstattung

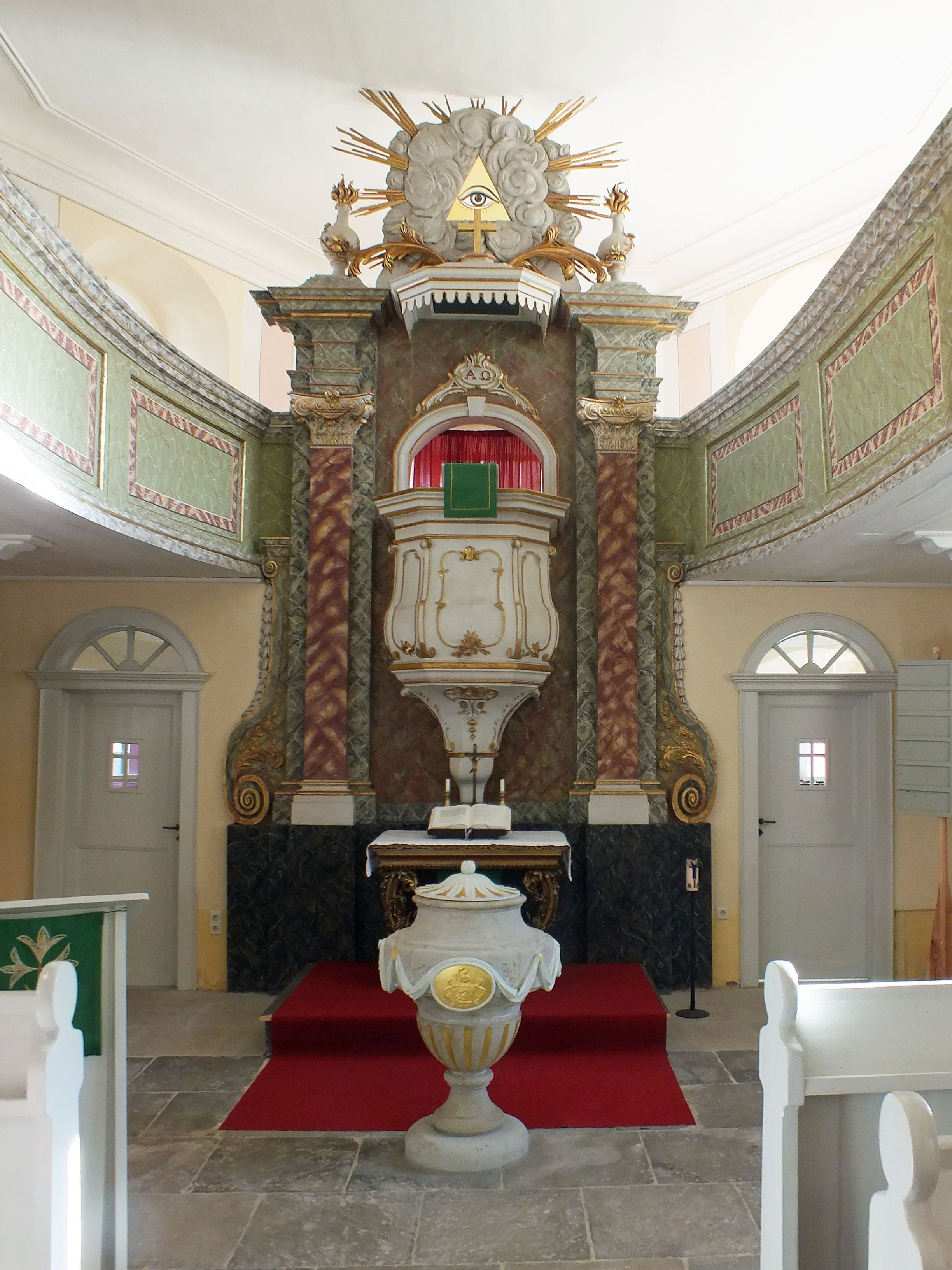
Altar
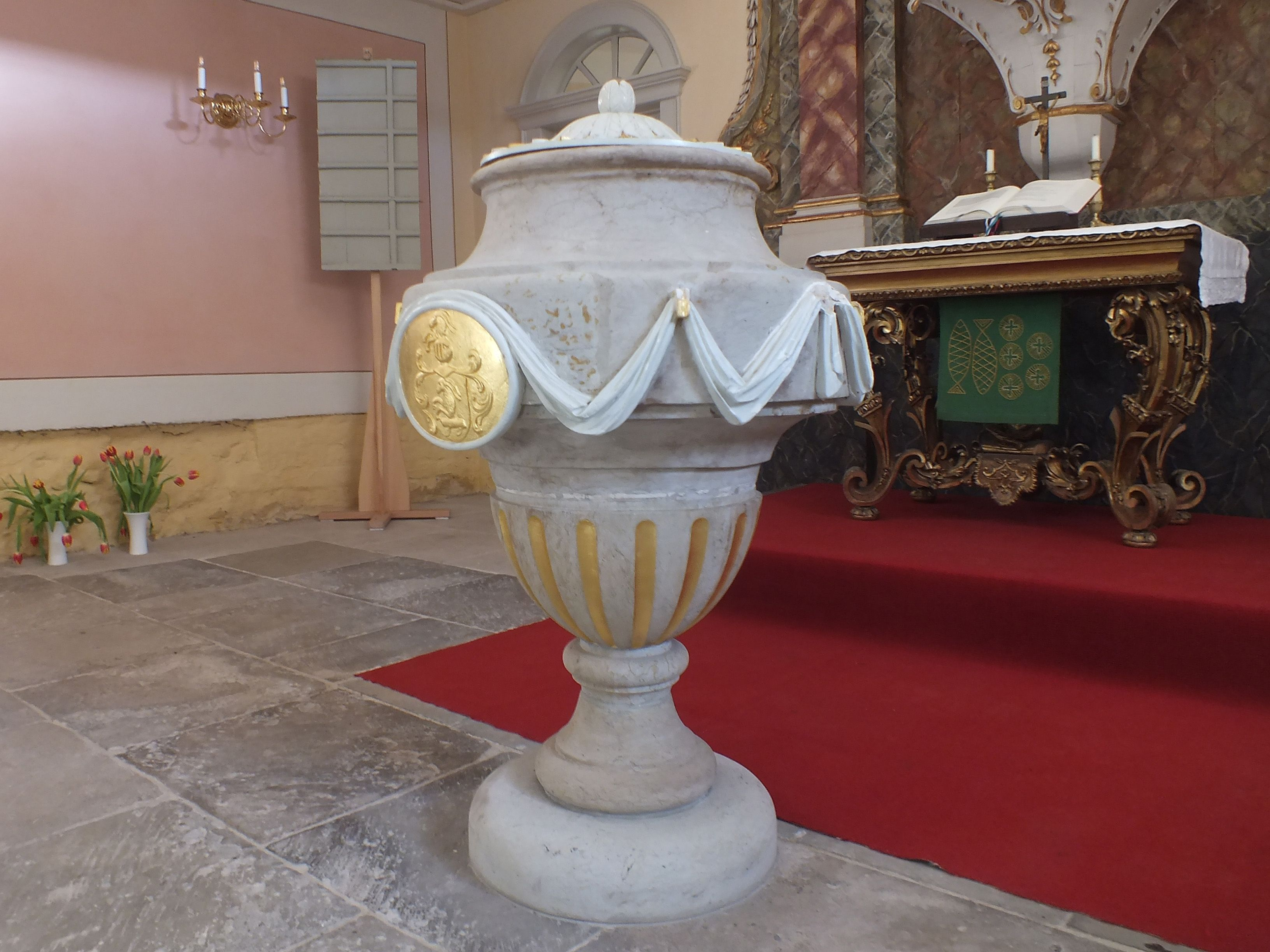
Taufstein

Die Ausstattung ist jene von 1772. Im Mittelpunkt steht die prächtige Kanzelaltaranlage. Der barock verzierte weiße Kanzelkorb wird flankiert von zwei Säulen, deren Aufbauten Flammenvasen tragen. Über dem als Baldachin gestalteten Schalldeckel der Kanzel erhebt sich eine bis zur Decke reichende strahlengeschmückte Wolkenimitation, vor der goldgefasst das Auge der Vorsehung dargestellt ist. Der Unterbau des Altartisches zeigt ebenfalls Barockverzierungen.
Vor dem Altar steht das steinerne Taufbecken von 1791 mit einem vergoldeten Wappen und steinernen Stoffdrapierungen. In der Mitte des Saales hängt ein achtzehnarmiger Kronleuchter.

### Orgel
Die Orgel stammt aus dem Jahr 1881  vom Delitzscher Orgelbaumeister Eduard Offenhauer (1825–1904). Sie verfügt über dreizehn Register auf zwei Manualen und Pedal. 1999 wurde das Instrument durch Johannes Lindner aus Radebeul restauriert. Die Disposition lautet wie folgt:

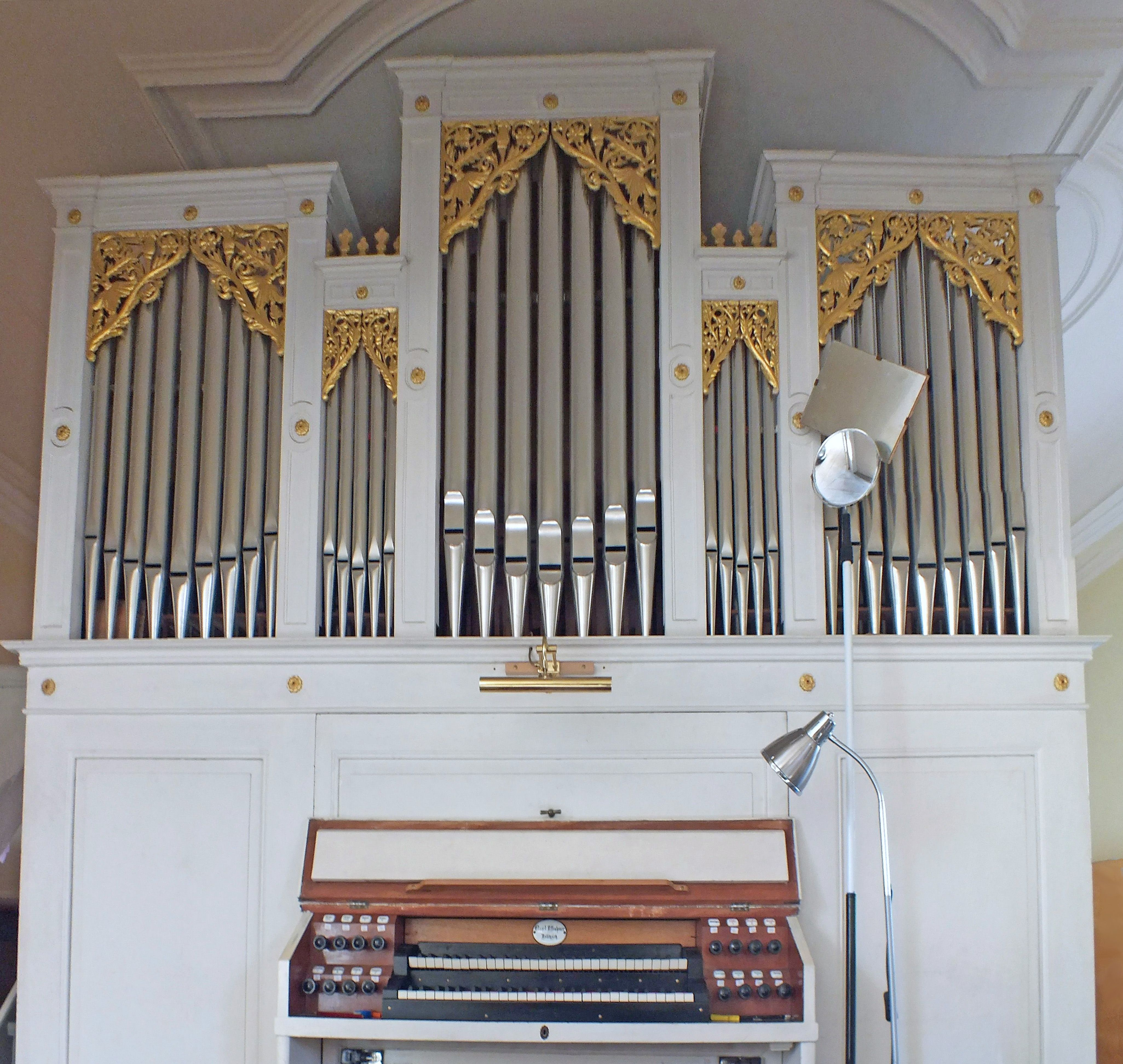
Offenhauer-Orgel

| I Hauptwerk C–f3 |                     |     |
| 1.               | Principal           | 08′ |
| 2.               | Gedackt             | 08′ |
| 3.               | Doppelflöte         | 08′ |
| 4.               | Octave              | 04′ |
| 5.               | Rohrflöte           | 04′ |
| 6.               | Octave              | 02′ |
| 7.               | Cornett III (ab c1) |     |
| 8.               | Mixtur III          |     |

| II Oberwerk C–f3 |                 |        |
| 9.               | Rohrflöte       | 08′    |
| 10.              | Flauto traverso | 04′    |
| 11.              | Quinte          | 01 ⁄3′ |

| Pedal C–d1 |         |      |
| 12.        | Subbass | 016′ |
| 13.        | Violon  | 08′  |

- Koppeln: II/I, I/P

### Geläut
Neben den barocken Schlagglocken weist die Kirche mit den Bronzeglocken von 1400 und 1439 zwei der ältesten Glocken der Region auf. Die jüngere größere hat einen Durchmesser von 98 cm, ist 75 cm hoch und trägt die Inschrift „hilf got maria berayt anno domino quadrigentesimo xxxix“. Die zweite ohne Inschrift misst 65 cm im Durchmesser und 56 cm in der Höhe.

## Kirchgemeinde
Die Kirche in Plaußig gehört gemeinsam mit den Kirchen in Gottscheina, Göbschelwitz, Hohenheida, Portitz, Seehausen und Seegeritz zur Kirchgemeinde Plaußig-Hohenheida.   
Das Pfarrerbuch Sachsen verzeichnet Pfarrer an der Kirche Plaußig seit 1546.